# 손허리뼈

손허리뼈(영어: metacarpal bones 또는 metacarpus) 또는 중수골은 손목뼈와 손가락뼈 사이에 있는 다섯쌍의 손뼈이다. 비슷한 뼈로 발허리뼈가 있다. 발허리는 발의 잘록한 부분이고, 손에는 손허리가 없지만 발허리뼈의 이름을 따라 손허리뼈라는 이름이 붙었다.